# Poolhond

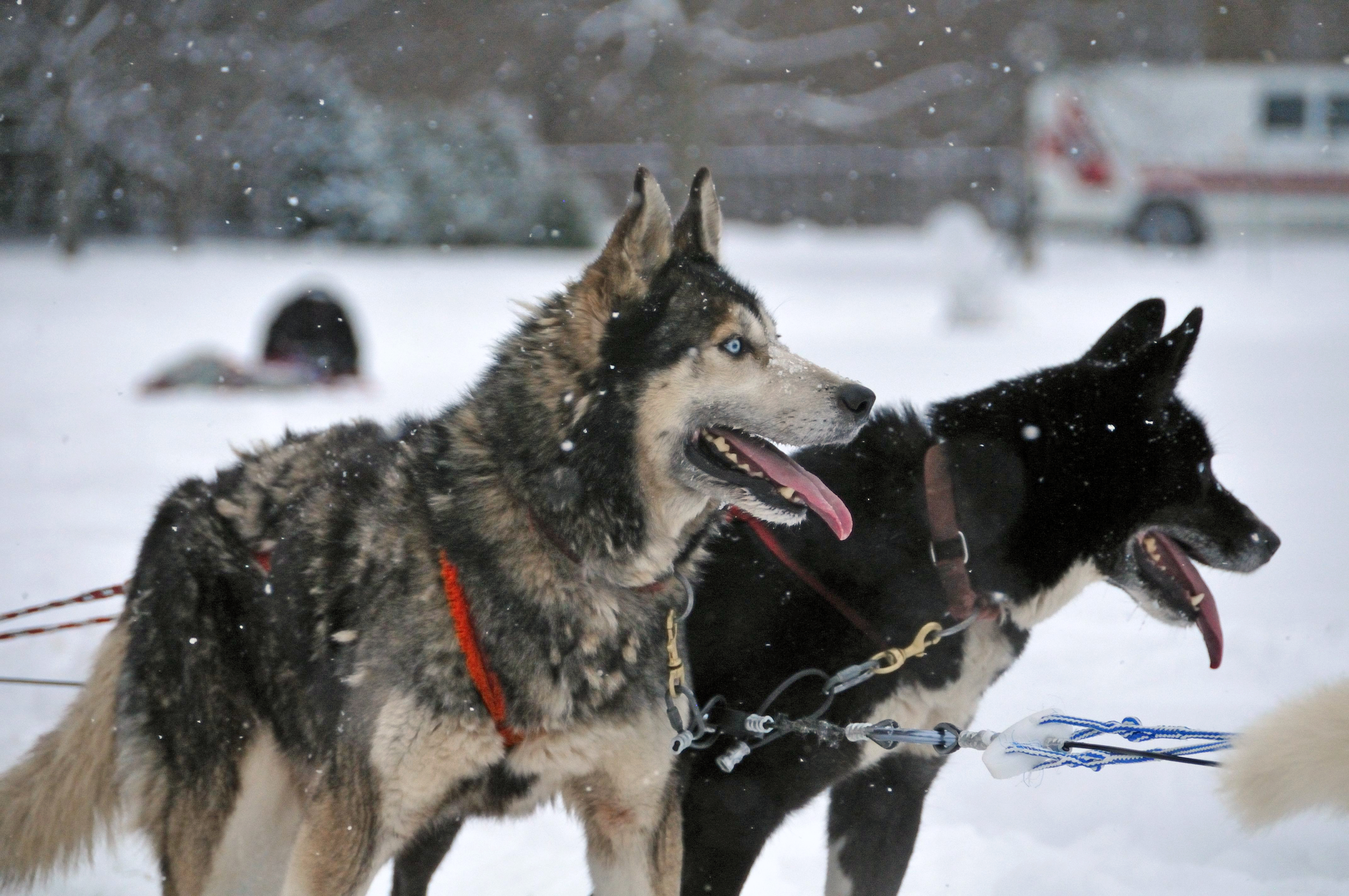
Poolhonden als sledehonden

Poolhonden zijn honden die hun oorsprong vinden in de koudere streken van het Noordelijk halfrond, waar ze werden gebruikt als lastdier en tegenwoordig nog steeds als sledehond. Poolhonden worden onderverdeeld in verschillende rassen en behoren tot de oertypen.

## Rassen
Tot de poolhonden behoren:
- Alaska Malamute
- Groenlandse hond
- samojeed
- Siberische husky

## Geschiedenis
De vroege nomadenstammen uit Oost-Azië die, via de Beringstraat, Noord-Amerika en Groenland bevolkten, werden waarschijnlijk vergezeld door groepen wolven die werden aangetrokken door achtergelaten etensresten. Men vermoedt dat wolven aanvankelijk werden gedomesticeerd om te kunnen worden ingezet bij de jacht. Door kruising en selectie werden bepaalde eigenschappen versterkt, waardoor de wolfshonden ook als lastdier konden worden gebruikt en vervolgens als sledehond.
Poolhondrassen behoren tot de oudst bekende hondenrassen ter wereld. Archeologische vondsten in het poolgebied tonen aan dat het Inuitvolk in 2000 v.C. al gebruikmaakte van sledehonden.

## Eigenschappen
Vanwege hun oorspronkelijk leefomgeving zijn poolhonden primair ingesteld om te overleven, een eigenschap die ze van hun voorouders hebben geërfd. Dit uit zich in een zeer sterk ontwikkeld jachtinstinct, gerichtheid op voedsel en een hoge mate van zelfstandigheid. Iemand die overweegt een poolhond als huisdier te nemen, dient hier absoluut rekening mee te houden.
Een andere eigenschap die de oorsprong van een poolhond weergeeft is het feit dat ze, net als wolven, nauwelijks blaffen maar huilen.